# دامباتش لا فيل
دامباتش لا فيل (بالفرنسية: Dambach-la-Ville)‏ هي بلدية تقع في إقليم الراين الأسفل من منطقة ألزاس في شمال شرق فرنسا. تبلغ مساحة هذه المدينة 28.83 (كم²)، يبلغ عدد سكانها 1979 نسمة حسب إحصاء المعهد الوطني للإحصاء والدراسات الاقتصادية سنة 2009 م. وترأس Gérard Zippert البلدية خلال فترة (2001 - 2008).

## معرض صور

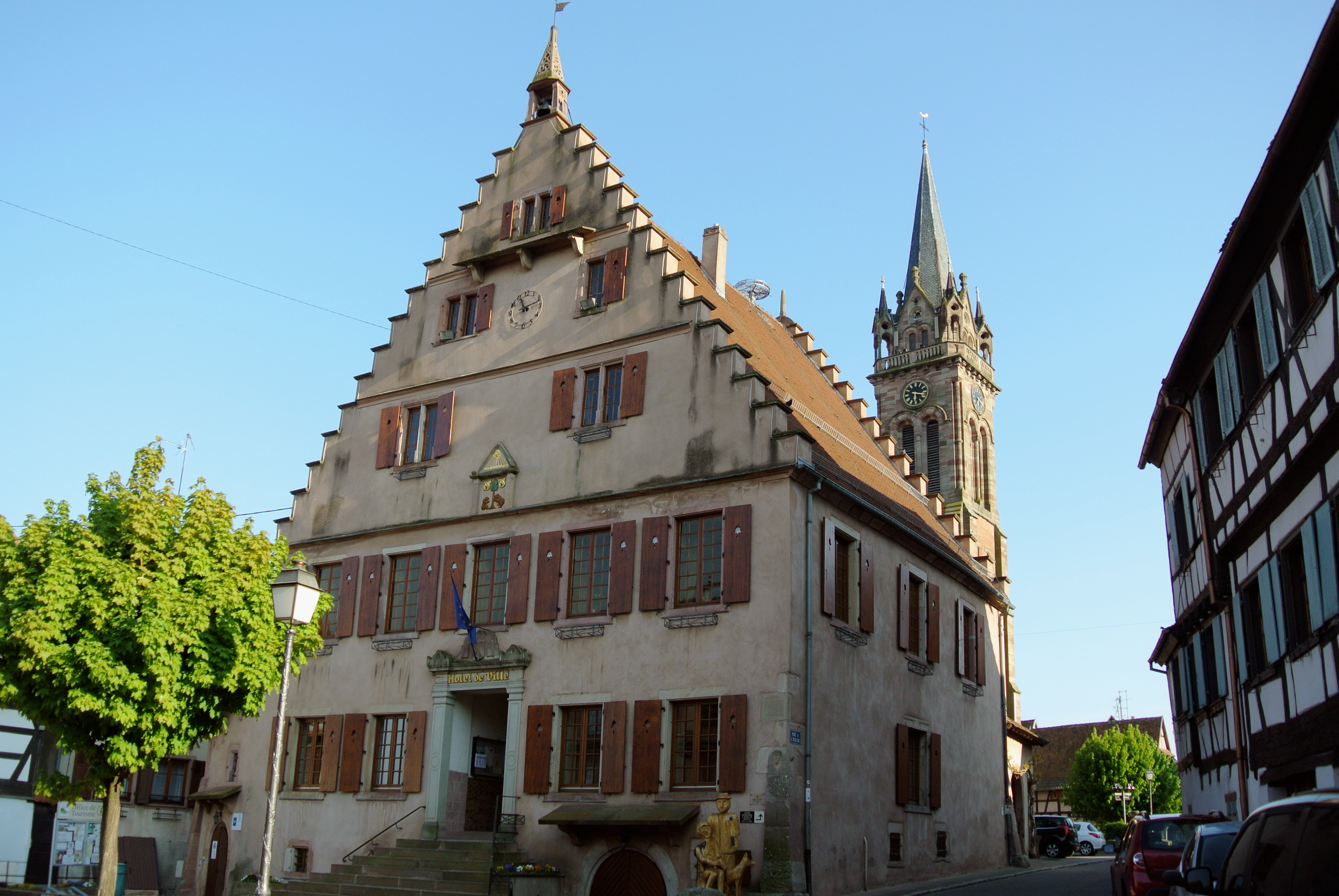
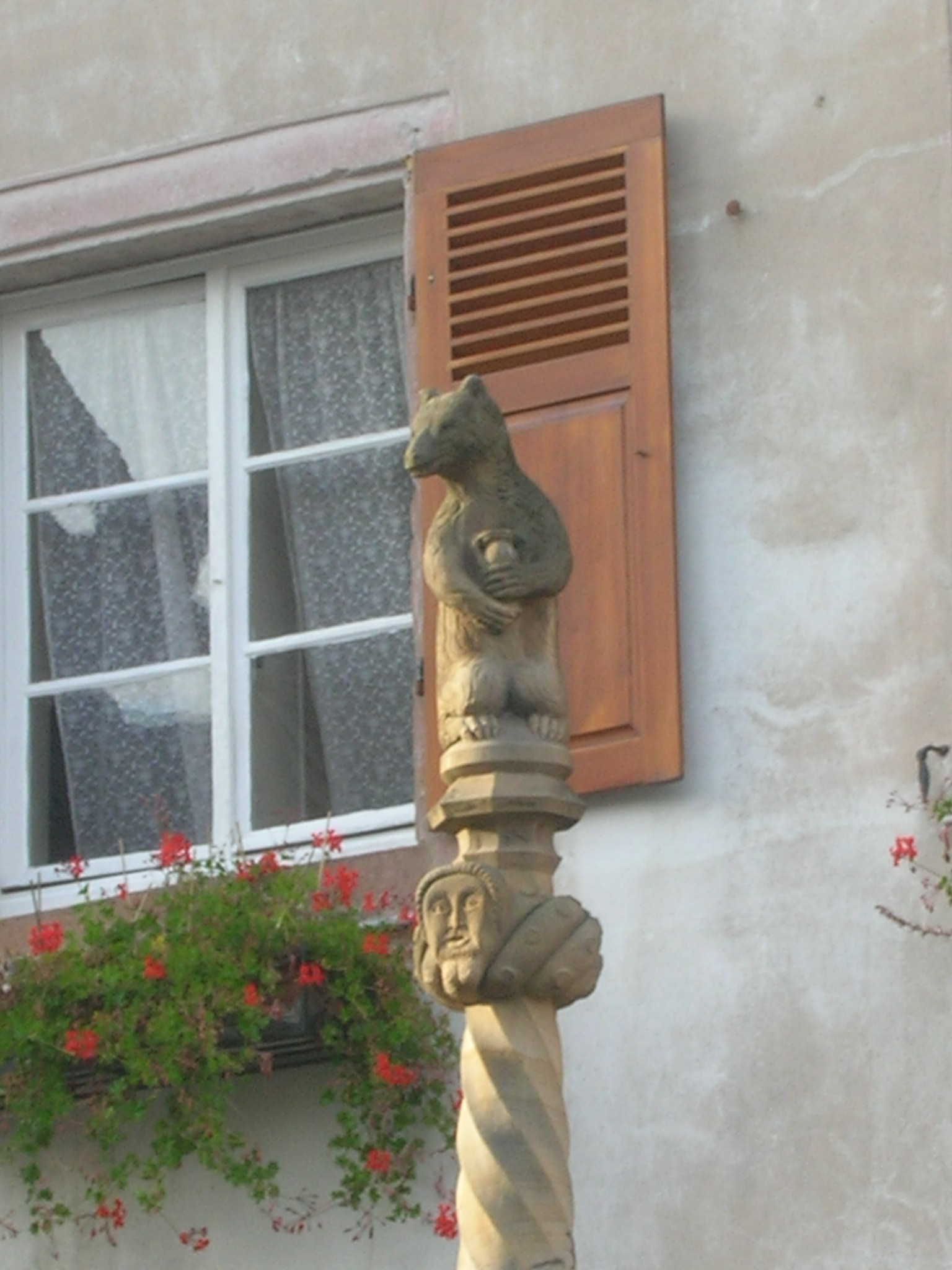
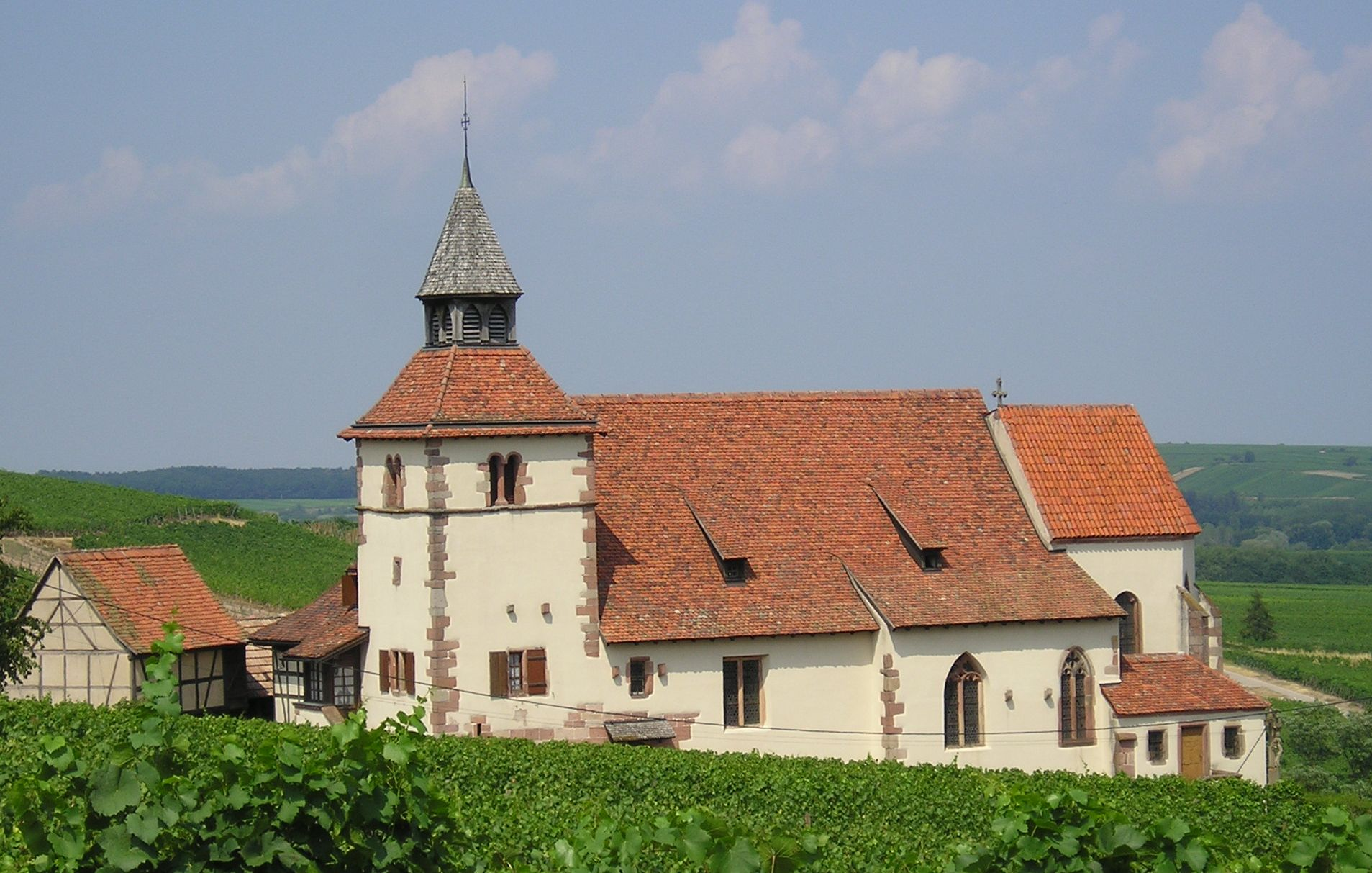

## وصلات خارجية
- صفحة البلدية على موقع المعهد الوطني للإحصاء والدراسات الاقتصادية